# Alfonso Falloppia
Alfonso Falloppia (Lucca, ... – 1584 circa) è stato uno schermidore e scrittore italiano.
Maestro di scherma, di lui rimane un trattato pubblicato nel 1584, intitolato Nuovo et brieve modo di schermire e stampato a Bergamo presso Comin Ventura, sul frontespizio del quale egli si qualifica come Alfiere nella fortezza di Bergamo e nativo di Lucca. 
Si è voluto vedere in Falloppia il maestro citato da Montaigne nel suo Viaggio in Italia , allievo quindi di Silvio Piccolomini Pieri d'Aragona. Tale identificazione, tuttavia, è dibattuta .